# Klesa
Klesa (Sanskriet, pijn, bezoeking, ellende, dat wat pijn, bezoeking, ellende veroorzaakt) is een term uit de yoga-filosofie. De filosofie van de klesa's ligt aan de basis van de Yoga filosofie. Ze worden besproken in de Yogasoetra's van Patanjali (2e eeuw v. Chr.). Er zijn vijf klesa's, ze vormen de 'boom van klesa's'.
De filosofie van de klesa's analyseert de fundamentele oorzaak van het lijden van de mens en de oplossing er van.

## Purusa en prakriti
Purusa (jivatma, het individuele bewustzijn) verenigde zich met prakriti (materie) en raakte daardoor overheerst door maya (illusie, begoocheling). Purusa identificeerde zich (asmita, 'ik ben dit'-besef) met zijn kosha's (voertuigen, lichamen), waardoor hij zich uit kon drukken (zoals met zijn fysieke lichaam) en verloor het besef van zijn ware aard. De yogi tracht, middels het Pad van Yoga, innerlijk door de voertuigen terug te reizen, zijn eigen werkelijke aard te kennen en deze te doen opgaan in paramatman (Brahman, goddelijk bewustzijn).

## Vijf klesa's
De vijf klesa's zijn:
- Avidya (onwetendheid over eigen werkelijke aard), het is de grondoorzaak of wortel van de andere vier klesa's
- Asmita (egoïsme, van Asmi, ik ben), identificatie met de kosha's, voertuigen van bewustzijn, door onwetendheid van ware aard
- Raga (liefde, aantrekking) en
- Dvesa (haat, afstoting, afkeer)
- Abhinivesa (ijdele angst, angst voor de dood, wil om te leven)

De klesa's zijn onderling verbonden en abhinivesa is als het ware de vrucht van de boom, terwijl avidya er de wortel van is. De hele boom dient met wortel en tak te worden uitgerukt om volledige bevrijding te bereiken.
De klesa's hebben karma's tot gevolg, die bewaard worden in het karana sarira, het causale (oorzakelijke) lichaam, anandamaya kosha of karmasaya (slaapplaats van de karma's). De karma's zijn de resultaten van gedachten, verlangens, gevoelens en handelingen: de prettige of onprettige, geoogste vruchten van wat de mens zelf gezaaid heeft.

## Vier toestanden
De klesa's kunnen in vier toestanden voorkomen:
- sluimerend (latent)
- ijl (zeer zwak, verdund)
- afwisselend (zoals wanneer aantrekking en afstoting elkaar afwisselen, beiden gebaseerd op gehechtheid)
- uitgebreid (in volle werkzaamheid)

## Bevrijding van klesa's
De klesa's worden door studie, oefening, onthechting (vairagya), onderscheidingsvermogen (viveka) en toewijding verzwakt en ten slotte door het volgen van het pad van de yogi uitgeschakeld. Zo bereikt de sadhaka moksha of kaivalya (bevrijding). 
De klesa's worden 
- teruggebracht tot de suksma (inactieve) toestand, 'herleid tot te vorm van zaden' via tanu (verzwakte vorm) en prasupta (uiterst inactieve toestand) en
- daarna wordt hun potentiële kracht vernietigd, 'de zaden worden geroosterd'.

Men begint het proces waarin de klesa's zich hebben ontwikkeld (prasava, evolutie) terug te voeren (pratiprasava, involutie), zodat abhinivesa teruggedreven wordt tot raga-dvesa etc. Door het beoefenen van Dharma-Megha-Samadhi wordt uiteindelijk verlichting bereikt en is de yogi vrij van de subtielste vormen van de klesa's.

## Sankhya
In het tekstboek Samkhya karika (XLVIII) van de Sankhya filosofie van Kapila worden de vijf klesa's vijf 'variaties van obstructie of vergissing' genoemd en komen overeen met de Yoga of de 'Pátanjala school':
- tamas (onbegrijpelijkheid)
- moha (illusie, van het nastreven van de acht bovenmenselijke krachten)
- mahámoha (extreme illusie, verslaving aan sensuele objecten, voor zowel mensen als goden)
- támisra (duister of haat, tast de vijf 'objecten' van de zintuigen aan: geluid, aanraking, vorm, smaak en geur)
- andhatámisra (uiterste duisternis, terreur, de angst te sterven voor mensen, de angst uit de hemel te worden verdreven door asura's voor goden)